# District de Naushahro Feroze
Le district de Naushahro Feroze (en ourdou : ضلع نوشہرو فیروز) est une subdivision administrative de la province du Sind au Pakistan. Il est constitué autour de sa capitale Naushahro Feroze mais sa plus grande ville est Moro.
Créé en 1989, le district compte près de 1,6 million d'habitants en 2017. Le district est surtout rural et la population vit principalement de l'agriculture. C'est un fief politique du Parti du peuple pakistanais.

## Histoire

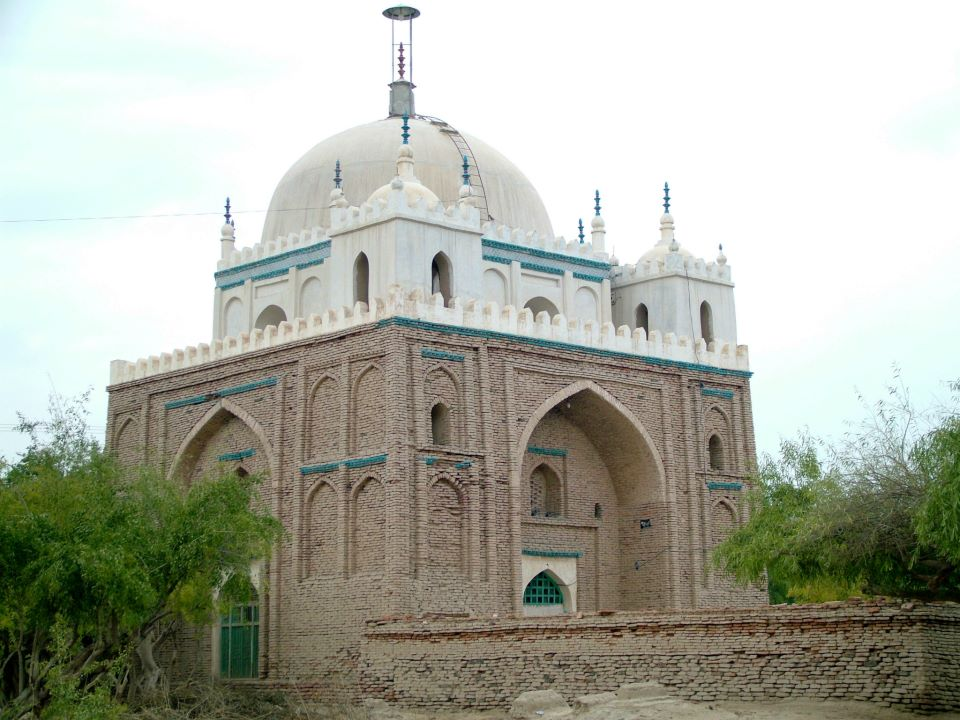
Mausolée de Shakhi Allah Yar, dans le district.

La région de Naushahro Feroze a été sous la domination de diverses puissances au cours de l'histoire, notamment le Sultanat de Delhi puis l'Empire moghol. Il est intégré au Raj britannique en 1858, puis la population majoritairement musulmane a soutenu la création du Pakistan en 1947.
Le district est créé en 1989 en divisant le district voisin de Nawabshah.

## Démographie
Lors du recensement de 1998, la population du district a été évaluée à 1 087 571 personnes, dont environ 18 % d'urbains. Le taux d'alphabétisation était de 39 % environ, un peu inférieur aux moyennes nationale et provinciale de 44 % et 45 % respectivement. Il se situait à 54 % pour les hommes et 23 % pour les femmes, soit un différentiel de 31 points, nettement supérieure aux 20 points de la province du Sind.
Le recensement suivant mené en 2017 pointe une population de 1 612 373 habitants, soit une croissance annuelle de 2,1 %, un peu inférieure aux moyennes nationale et provinciale de 2,4 %. Le taux d'urbanisation augmente un peu pour s'établir à 24 %.
La langue la plus parlée du district est le sindhi (88 %) mais compte des minorités parlant ourdou (6 %) et pendjabi (4 %).
Le district est musulman à 92 % (1998), les minorités religieuses étant les hindous (5 %) et les chrétiens (2,5 %), ainsi que quelques sikhs et zoroastriens.

## Administration

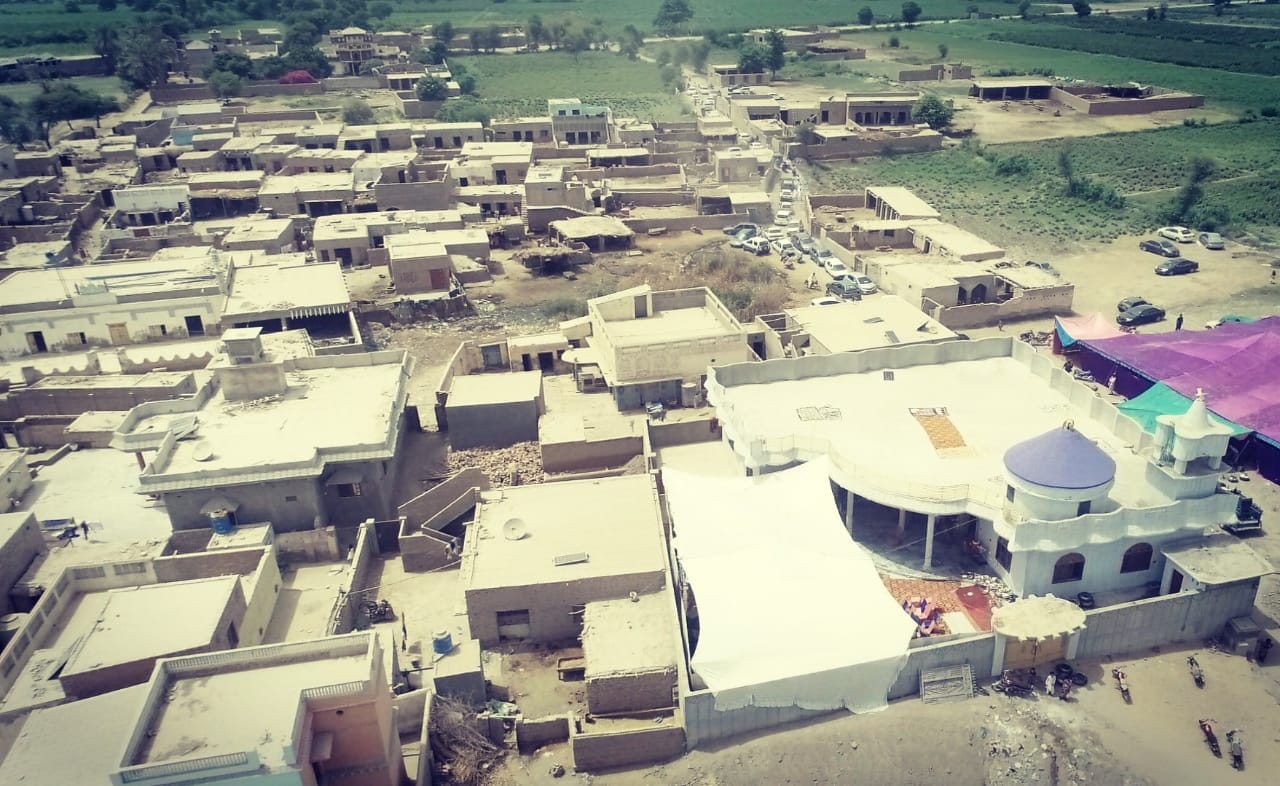
Village du tehsil de Bhiria.

Le district est divisé en cinq tehsils ainsi que 64 Union Councils.
| Tehsil           | Population (rec. 2017) |
| ---------------- | ---------------------- |
| Bhiria           | 301 044                |
| Kandiaro         | 322 439                |
| Mehrabpur        | 247 280                |
| Moro             | 368 789                |
| Naushahro Feroze | 372 821                |

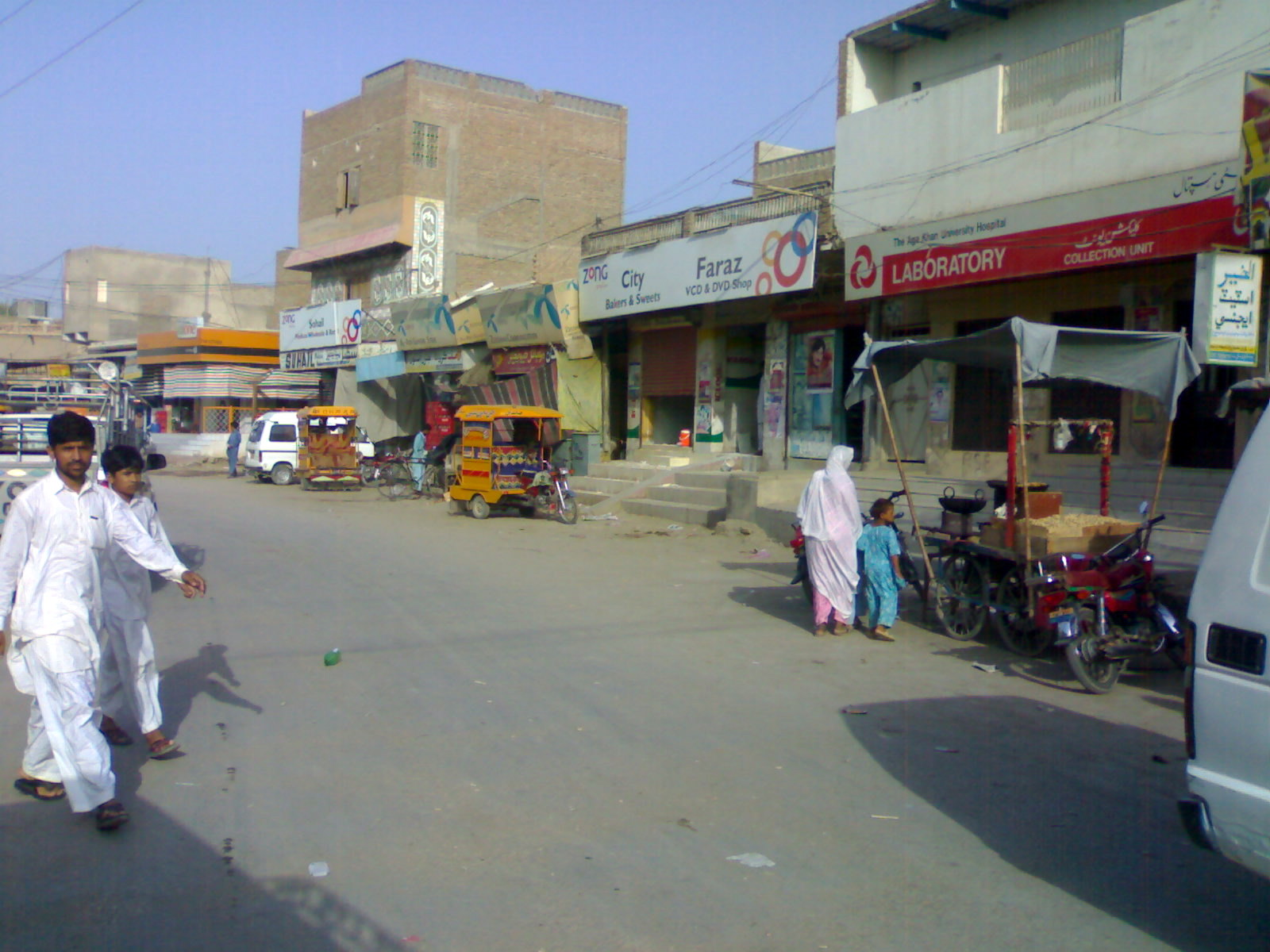
La capitale Naushahro Feroze.

Neuf villes du district comptent plus de 20 000 habitants. La plus importante est Moro, qui rassemble 6 % de la population du district et 25 % de sa population urbaine. Fait rare, la capitale Naushahro Feroze n'est que la quatrième ville du district.
| Ville            | Population (rec. 2017) |
| ---------------- | ---------------------- |
| Moro             | 95 398                 |
| Mehrabpur        | 53 394                 |
| Kandiaro         | 39 379                 |
| Naushahro Feroze | 38 181                 |
| Mithiani         | 30 386                 |
| Padidan          | 25 355                 |
| Bhiria           | 25 010                 |
| Halani           | 23 419                 |
| Tharushah        | 23 272                 |

## Économie et éducation

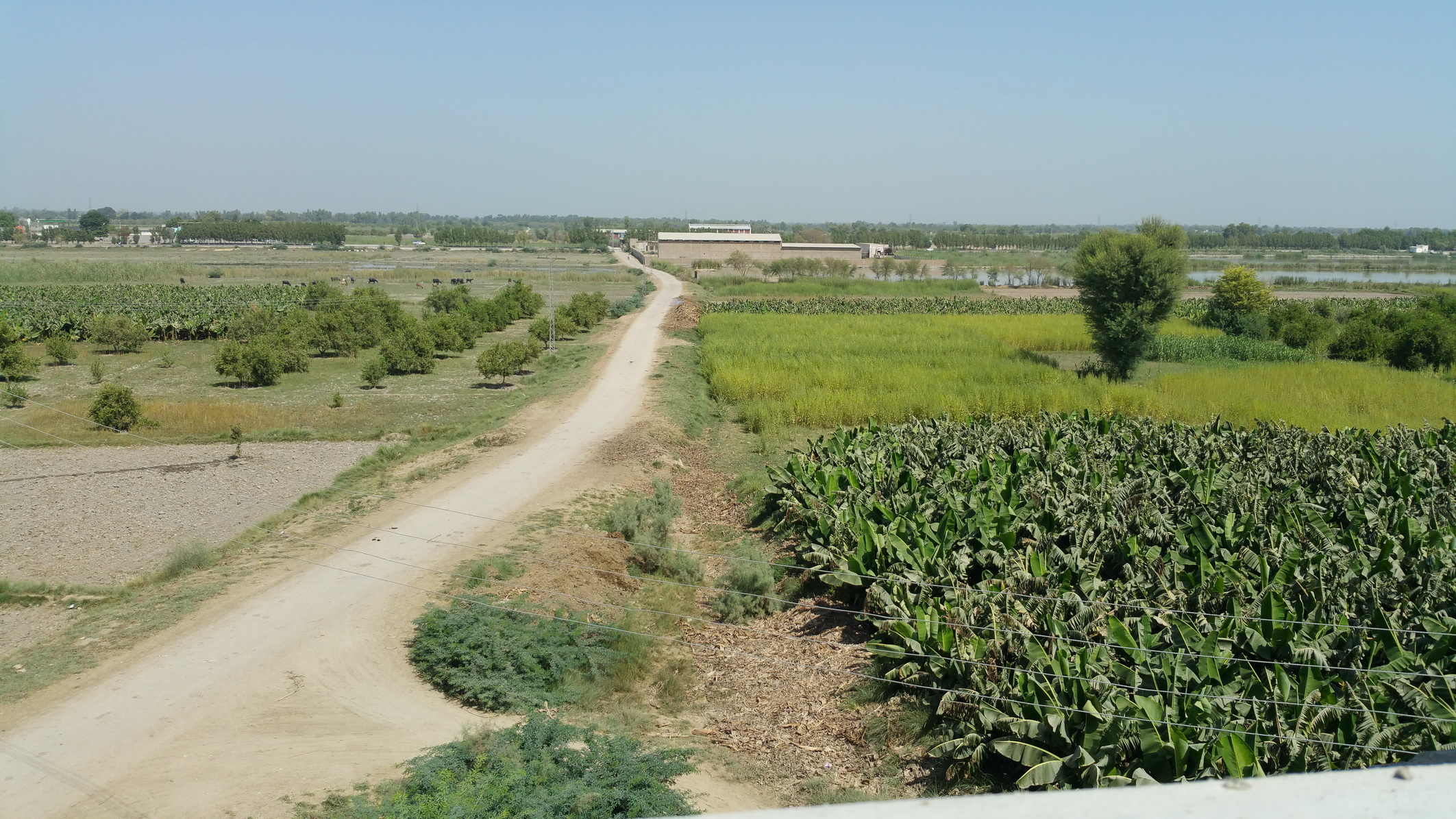
Cultures dans le district.

Naushahro Feroze est un district essentiellement rural et la population vit surtout de l'agriculture. Les villes de Mehrabpur et Padidan sont desservies par le train, étant située sur la ligne Hyderabad-Rohri. La plus grande ville Moro est quant-à elle desservie par la route nationale no 5.
Selon un classement national sur la qualité de l'éducation, le district se trouve en dessous de la médiane du pays, avec une note de 56 sur 100 et une égalité entre filles et garçons de 64 %. Il est classé 79e sur 141 districts au niveau des résultats scolaires et 73e sur 155 au niveau de la qualité des infrastructures des établissements du primaire.

## Politique
Le district est représenté par les cinq circonscriptions no 19 à 23 à l'Assemblée provinciale du Sind. Lors des élections législatives de 2008, elles sont remportées par trois candidats du Parti du peuple pakistanais (PPP) et deux du Parti national du peuple, et de même durant les élections législatives de 2013. À l'Assemblée nationale, il est représenté par les deux circonscriptions no 211 et 212. Lors des élections de 2008, elles ont été remportées par un candidat du PPP et le chef du Parti national du peuple Ghulam Murtaza Khan Jatoi, et de même durant les élections de 2013.
À la suite de la réforme électorale de 2018, le district est représenté par les deux circonscriptions no 211 et 212 à l'Assemblée nationale ainsi que les quatre circonscriptions no 33 à 36 de l'Assemblée provinciale. Lors des élections législatives de 2018, elles sont remportées par des candidats du PPP sauf une provinciale par la Grande alliance démocratique.
| Parti                                       | Voix (national) | %       | Élus nationaux | Élus provinciaux |
| ------------------------------------------- | --------------- | ------- | -------------- | ---------------- |
| Parti du peuple pakistanais                 | 201 630         | 50,16 % | 2              | 3                |
| Grande alliance démocratique                | 165 060         | 41,06 % | 0              | 1                |
| Autres partis                               | 17 935          | 4,46 %  | 0              | 0                |
| Indépendants                                | 17 370          | 4,32 %  | 0              | 0                |
| Total exprimés (participation : 55,1 %)     | 401 985         | 100 %   | 2              | 4                |
| Source : Commission électorale du Pakistan, |                 |         |                |                  |